# Mount Nares, Antarktis
För berget i Australien, se Mount Nares.
Mount Nares är ett berg i Antarktis. Det ligger i Östantarktis. Australien gör anspråk på området. Toppen på Mount Nares är över 3 000 meter över havet.
Berget är namngivet efter George Nares.